# Ана Татанђело
Ана Татанђело (итал. Anna Tatangelo; Сора, Фрозиноне, 9. јануар 1987) је италијанска певачица поп музике и члан жирија у ријалитију X Factor Italy.

## Биографија
Освојивши награду за најбољег дебитанта на Фестивалу у Санрему 2002. године, постала је најмлађи добитник ове награде. Следеће године је снимила дует Un nuovo bacio са Луиђијем Д'Алесијом, са којим је тада започела љубавну везу. Први албум је снимила такође 2003, а његов назив је био Attimo x attimo. Комерцијални успех је остварила већ са другим албумом – Ragazza di periferia из 2005, на коме су велики хитови биле песме Quando due si lasciano и Qualcosa di te. Те године је поново учествовала на Санрему и победила у женској категорији са нумером Essere una donna. Трећи албум, који је издала 2007. а који се звао Mai dire mai, имао је платинасто издање. На њему се нашло и неколико песама чији је аутор била Татанђелова. Године 2008. освојила је друго место на Фестивалу у Санрему, са песмом Il mio amico (Мој пријатељ), посвећеном њеном пријатељу Клаудију. Песма међутим нема као тему пријатељску љубав, већ критикује превелику дискриминацију хомосексуалаца у Италији. Исте године снимила је и дует са америчким певачем Мајклом Болтоном. Ана је 2008. кренула на своју прву турнеју, а истовремено је у продаји био и њен четврти це-де, Nel mondo delle donne, на коме су све песме биле о женама. Са више од педесет хиљада продатих цд-ова, Nel mondo delle donne се појавио у златном издању. Још једном је учествовала на Санрему 2011, са песмом Bastardo која је била велики хит у Италији. Године 2011. је такође издала пети албум – Progetto B. Ана и Ђиђи су 2010. добили сина Андреу. Живе у Риму.

## Дискографија
- 2003 - Attimo x attimo
- 2005 - Ragazza di periferia
- 2007 - Mai dire mai
- 2008 - Nel mondo delle donne
- 2011 - Progetto B